# 세리에 A 우승 감독 목록

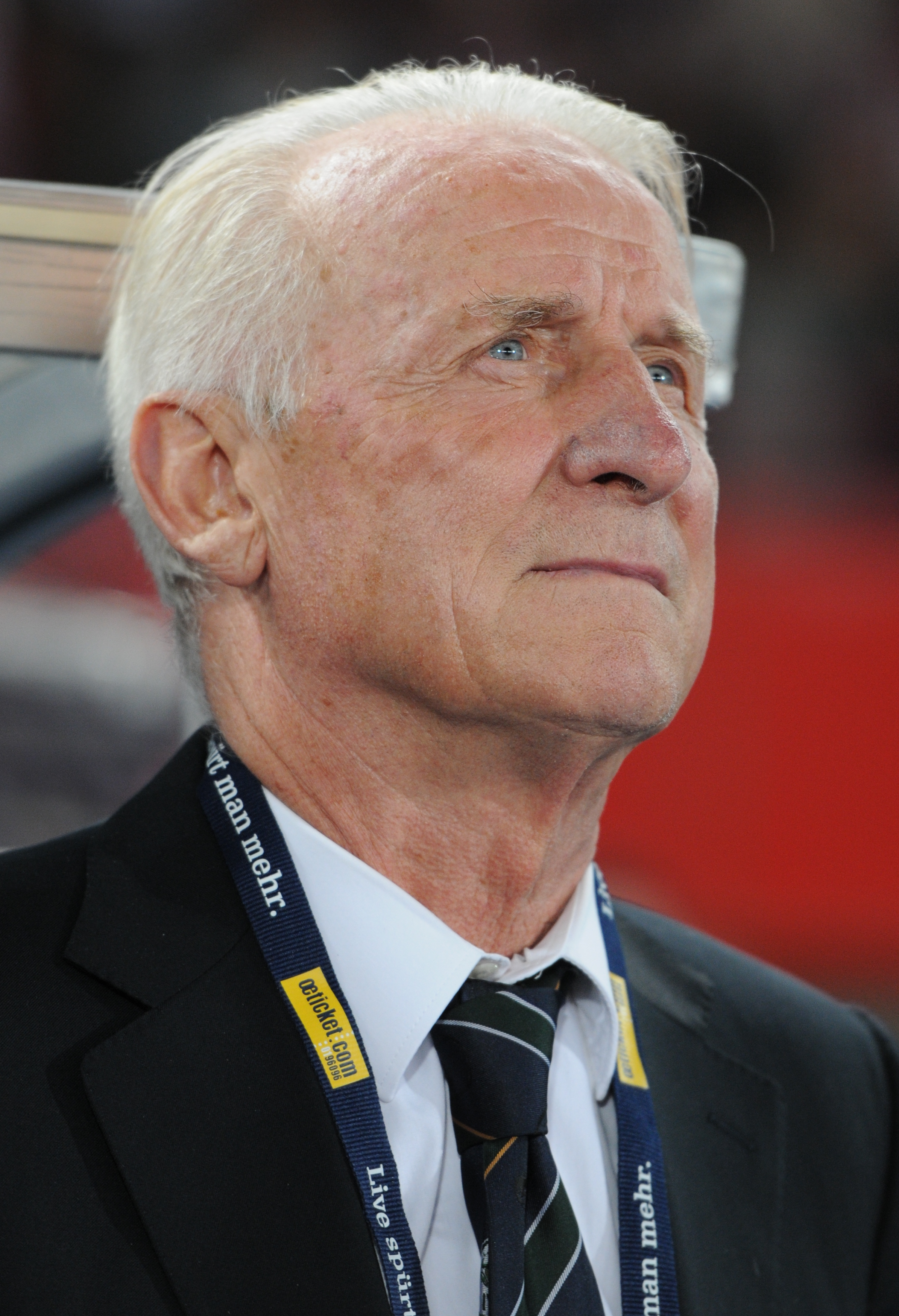
조반니 트라파토니는 세리에 A 역대 최다인 7회 우승 구단으로 두 구단을 이끌고 기록했다.

다음은 1929년 리그 개편 이후로 우승한 세리에 A를 우승한 감독들의 목록이다. 세리에 A는 이탈리아 축구 리그 체계의 1부 리그이다. 1929년까지 이 리그는 디비시오네 나치오날레 등의 명칭으로 불렸다.

## 시즌별 우승 감독
| 시즌      | 국적                                                                       | 감독                          | 구단                      | 주                       |
| --------- | -------------------------------------------------------------------------- | ----------------------------- | ------------------------- | ------------------------ |
| 1929–30   | 헝가리                                                                     | 베이시 아르파드               | 암브로시아나-인테르       |                          |
| 1930–31   | [[파일:{{{국기그림-1861}}}\|22x20px\|border \|alt=이탈리아의 기]] 이탈리아 | 카를로 카르카노               | 유벤투스                  | [ 1 ]                    |
| 1931–32   | [[파일:{{{국기그림-1861}}}\|22x20px\|border \|alt=이탈리아의 기]] 이탈리아 | 카를로 카르카노               | 유벤투스                  | [ 1 ]                    |
| 1932–33   | [[파일:{{{국기그림-1861}}}\|22x20px\|border \|alt=이탈리아의 기]] 이탈리아 | 카를로 카르카노               | 유벤투스                  | [ 1 ]                    |
| 1933–34   | [[파일:{{{국기그림-1861}}}\|22x20px\|border \|alt=이탈리아의 기]] 이탈리아 | 카를로 카르카노               | 유벤투스                  | [ 1 ]                    |
| 1934–35   | [[파일:{{{국기그림-1861}}}\|22x20px\|border \|alt=이탈리아의 기]] 이탈리아 | 카를로 비가토                 | 유벤투스                  | [ 1 ]                    |
| 1935–36   | 헝가리                                                                     | 베이시 아르파드               | 볼로냐                    |                          |
| 1936–37   | 헝가리                                                                     | 베이시 아르파드               | 볼로냐                    |                          |
| 1937–38   | [[파일:{{{국기그림-1861}}}\|22x20px\|border \|alt=이탈리아의 기]] 이탈리아 | 아르만도 카스텔라치           | 암브로시아나-인테르       |                          |
| 1938–39   | 오스트리아                                                                 | 헤어만 펠스너                 | 볼로냐                    |                          |
| 1939–40   | [[파일:{{{국기그림-1861}}}\|22x20px\|border \|alt=이탈리아의 기]] 이탈리아 | 주세페 페루케티               | 암브로시아나-인테르       |                          |
| 1940–41   | 오스트리아                                                                 | 헤어만 펠스너                 | 볼로냐                    |                          |
| 1941–42   | 헝가리                                                                     | 샤퍼 알프레트                 | 로마                      |                          |
| 1942–43   | 헝가리                                                                     | 쿠티크 언드라시               | 토리노                    |                          |
| 1943–44   | 제2차 세계 대전으로 취소                                                   | 제2차 세계 대전으로 취소      | 제2차 세계 대전으로 취소  | 제2차 세계 대전으로 취소 |
| 1944–45   | 제2차 세계 대전으로 취소                                                   | 제2차 세계 대전으로 취소      | 제2차 세계 대전으로 취소  | 제2차 세계 대전으로 취소 |
| 1945–46   | 이탈리아                                                                   | 루이지 페레로                 | 토리노                    |                          |
| 1946–47   | 이탈리아                                                                   | 루이지 페레로                 | 토리노                    | [ 2 ]                    |
| 1947–48   | 이탈리아                                                                   | 마리오 스페로네               | 토리노                    | [ 2 ]                    |
| 1948–49   | 잉글랜드                                                                   | 레슬리 리에베슬레이           | 토리노                    | [ 2 ]                    |
| 1949–50   | 잉글랜드                                                                   | 제시 카버                     | 유벤투스                  | [ 1 ] [ 2 ]              |
| 1950–51   | 헝가리                                                                     | 체이즐러 러요시               | 밀란                      | [ 2 ]                    |
| 1951–52   | 헝가리                                                                     | 샤로시 죄르지                 | 유벤투스                  | [ 2 ]                    |
| 1952–53   | 이탈리아                                                                   | 알프레도 포니                 | 인테르나치오날레          | [ 2 ]                    |
| 1953–54   | 이탈리아                                                                   | 알프레도 포니                 | 인테르나치오날레          | [ 2 ]                    |
| 1954–55   | 이탈리아                                                                   | 에토레 푸리첼리               | 밀란                      | [ 2 ]                    |
| 1955–56   | 이탈리아                                                                   | 풀비오 베르나르디니           | 피오렌티나                | [ 2 ]                    |
| 1956–57   | 이탈리아                                                                   | 주세페 비아니                 | 밀란                      | [ 2 ]                    |
| 1957–58   | 유고슬라비아                                                               | 류비샤 브로치치               | 유벤투스                  | [ 1 ] [ 2 ]              |
| 1958–59   | 이탈리아                                                                   | 주세페 비아니                 | 밀란                      | [ 2 ]                    |
| 1959–60   | 이탈리아                                                                   | 카를로 파롤라                 | 유벤투스                  | [ 1 ] [ 2 ] [ a ]        |
| 1960–61   | 이탈리아                                                                   | 카를로 파롤라                 | 유벤투스                  | [ 1 ] [ 2 ] [ a ]        |
| 1961–62   | 이탈리아                                                                   | 네레오 로코                   | 밀란                      | [ 2 ]                    |
| 1962–63   | 프랑스                                                                     | 엘레니오 에레라               | 인테르나치오날레          | [ 2 ]                    |
| 1963–64   | 이탈리아                                                                   | 풀비오 베르나르디니           | 볼로냐                    | [ 2 ]                    |
| 1964–65   | 프랑스                                                                     | 엘레니오 에레라               | 인테르나치오날레          | [ 2 ]                    |
| 1965–66   | 프랑스                                                                     | 엘레니오 에레라               | 인테르나치오날레          | [ 2 ]                    |
| 1966–67   | 파라과이                                                                   | 에리베르토 에레라             | 유벤투스                  | [ 1 ] [ 2 ]              |
| 1967–68   | 이탈리아                                                                   | 네레오 로코                   | 밀란                      | [ 2 ]                    |
| 1968–69   | 이탈리아                                                                   | 브루노 페사올라               | 피오렌티나                | [ 2 ]                    |
| 1969–70   | 이탈리아                                                                   | 만리오 스코피뇨               | 칼리아리                  | [ 2 ]                    |
| 1970–71   | 이탈리아                                                                   | 조반니 인베르니치             | 인테르나치오날레          | [ 2 ]                    |
| 1971–72   | 체코슬로바키아                                                             | 체스트미르 비츠팔레크         | 유벤투스                  | [ 1 ] [ 2 ]              |
| 1972–73   | 체코슬로바키아                                                             | 체스트미르 비츠팔레크         | 유벤투스                  | [ 1 ] [ 2 ]              |
| 1973–74   | 이탈리아                                                                   | 톰마소 마에스트렐리           | 라치오                    | [ 2 ]                    |
| 1974–75   | 이탈리아                                                                   | 카를로 파롤라                 | 유벤투스                  | [ 1 ] [ 2 ]              |
| 1975–76   | 이탈리아                                                                   | 루이지 라디체                 | 토리노                    | [ 2 ]                    |
| 1976–77   | 이탈리아                                                                   | 조반니 트라파토니             | 유벤투스                  | [ 1 ] [ 2 ]              |
| 1977–78   | 이탈리아                                                                   | 조반니 트라파토니             | 유벤투스                  | [ 1 ] [ 2 ]              |
| 1978–79   | 스웨덴                                                                     | 닐스 리드홀름                 | 밀란                      | [ 2 ]                    |
| 1979–80   | 이탈리아                                                                   | 에우제니오 베르셀리니         | 인테르나치오날레          | [ 2 ]                    |
| 1980–81   | 이탈리아                                                                   | 조반니 트라파토니             | 유벤투스                  | [ 1 ] [ 2 ]              |
| 1981–82   | 이탈리아                                                                   | 조반니 트라파토니             | 유벤투스                  | [ 1 ] [ 2 ]              |
| 1982–83   | 스웨덴                                                                     | 닐스 리드홀름                 | 로마                      | [ 2 ]                    |
| 1983–84   | 이탈리아                                                                   | 조반니 트라파토니             | 유벤투스                  | [ 1 ] [ 2 ]              |
| 1984–85   | 이탈리아                                                                   | 오스발도 바뇰리               | 엘라스 베로나             | [ 2 ]                    |
| 1985–86   | 이탈리아                                                                   | 조반니 트라파토니             | 유벤투스                  | [ 2 ]                    |
| 1986–87   | 이탈리아                                                                   | 오타비오 비안키               | 나폴리                    | [ 2 ]                    |
| 1987–88   | 이탈리아                                                                   | 아리고 사키                   | 밀란                      | [ 2 ]                    |
| 1988–89   | 이탈리아                                                                   | 조반니 트라파토니             | 인테르나치오날레          | [ 2 ]                    |
| 1989–90   | 이탈리아                                                                   | 알베르토 비곤                 | 나폴리                    | [ 2 ]                    |
| 1990–91   | 유고슬라비아                                                               | 부야딘 보슈코브               | 삼프도리아                | [ 2 ]                    |
| 1991–92   | 이탈리아                                                                   | 파비오 카펠로                 | 밀란                      | [ 2 ]                    |
| 1992–93   | 이탈리아                                                                   | 파비오 카펠로                 | 밀란                      | [ 2 ]                    |
| 1993–94   | 이탈리아                                                                   | 파비오 카펠로                 | 밀란                      | [ 2 ]                    |
| 1994–95   | 이탈리아                                                                   | 마르첼로 리피                 | 유벤투스                  | [ 1 ] [ 2 ]              |
| 1995–96   | 이탈리아                                                                   | 파비오 카펠로                 | 밀란                      | [ 2 ]                    |
| 1996–97   | 이탈리아                                                                   | 마르첼로 리피                 | 유벤투스                  | [ 1 ] [ 2 ]              |
| 1997–98   | 이탈리아                                                                   | 마르첼로 리피                 | 유벤투스                  | [ 1 ] [ 2 ]              |
| 1998–99   | 이탈리아                                                                   | 알베르토 자케로니             | 밀란                      | [ 2 ]                    |
| 1999–2000 | 스웨덴                                                                     | 스벤-예란 에릭손              | 라치오                    | [ 2 ]                    |
| 2000–01   | 이탈리아                                                                   | 파비오 카펠로                 | 로마                      | [ 2 ]                    |
| 2001–02   | 이탈리아                                                                   | 마르첼로 리피                 | 유벤투스                  | [ 1 ] [ 2 ]              |
| 2002–03   | 이탈리아                                                                   | 마르첼로 리피                 | 유벤투스                  | [ 1 ] [ 2 ]              |
| 2003–04   | 이탈리아                                                                   | 카를로 안첼로티               | 밀란                      | [ 2 ]                    |
| 2004–05   | 이탈리아                                                                   | 파비오 카펠로                 | 유벤투스                  | [ 2 ]                    |
| 2005–06   | 이탈리아 이탈리아                                                          | 파비오 카펠로 로베르토 만치니 | 유벤투스 인테르나치오날레 | [ 2 ]                    |
| 2006–07   | 이탈리아                                                                   | 로베르토 만치니               | 인테르나치오날레          | [ 2 ]                    |
| 2007–08   | 이탈리아                                                                   | 로베르토 만치니               | 인테르나치오날레          | [ 2 ]                    |
| 2008–09   | 포르투갈                                                                   | 조제 모리뉴                   | 인테르나치오날레          | [ 2 ]                    |
| 2009–10   | 포르투갈                                                                   | 조제 모리뉴                   | 인테르나치오날레          | [ 2 ]                    |
| 2010–11   | 이탈리아                                                                   | 마시밀리아노 알레그리         | 밀란                      | [ 2 ]                    |
| 2011–12   | 이탈리아                                                                   | 안토니오 콘테                 | 유벤투스                  | [ 1 ] [ 2 ]              |
| 2012–13   | 이탈리아                                                                   | 안토니오 콘테                 | 유벤투스                  | [ 1 ] [ 2 ]              |
| 2013–14   | 이탈리아                                                                   | 안토니오 콘테                 | 유벤투스                  | [ 1 ] [ 2 ]              |
| 2014–15   | 이탈리아                                                                   | 마시밀리아노 알레그리         | 유벤투스                  | [ 1 ] [ 2 ]              |
| 2015–16   | 이탈리아                                                                   | 마시밀리아노 알레그리         | 유벤투스                  | [ 1 ] [ 2 ]              |
| 2016–17   | 이탈리아                                                                   | 마시밀리아노 알레그리         | 유벤투스                  | [ 1 ] [ 2 ]              |
| 2017–18   | 이탈리아                                                                   | 마시밀리아노 알레그리         | 유벤투스                  | [ 1 ] [ 2 ]              |
| 2018–19   | 이탈리아                                                                   | 마시밀리아노 알레그리         | 유벤투스                  | [ 1 ] [ 2 ]              |
| 2019–20   | 이탈리아                                                                   | 마우리치오 사리               | 유벤투스                  | [ 1 ] [ 2 ]              |
| 2020–21   | 이탈리아                                                                   | 안토니오 콘테                 | 인테르나치오날레          | [ 1 ] [ 2 ]              |
| 2021–22   | 이탈리아                                                                   | 스테파노 피올리               | 밀란                      | [ 1 ] [ 2 ]              |

## 같이 보기
- 이탈리아의 축구 최상위리그 우승 구단
- 세리에 A 올해의 감독
- 라리가 우승 감독 목록

## 참고
1. 1 2  출처 1과 출처 2에 따르면 카를로 파롤라가 이 시기 감독을 맡을 당시 레나토 체사리니가 기술 단장을 역임했다.